# Child (singel)
Child – debiutancki singel brytyjskiego wokalisty i członka zespołu Take That, Marka Owena wydany 15 listopada 1996. Jest to pierwszy singel z jego debiutanckiej płyty, Green Man. Utwór ten znalazł się na trzeciej pozycji na liście UK Singles Chart i podobnie jak drugi singel "Clementine" jest do tej pory najwyżej notowaną piosenką Marka Owena w całej jego solowej karierze. W Wielkiej Brytanii utwór ten sprzedał się w 200,000 egzemplarzach i uzyskał status srebrnej płyty. "Child" został nagrany w formacie CD i na kasecie magnetofonowej.

## Lista utworów
CD 1 (Wielka Brytania)
1. "Child" – 5:05
2. "Confused" – 4:16
3. "Home" – 5:04
4. "Child" (Acoustic Version) – 3:35

CD 2 (Wielka Brytania)
1. "Child" – 5:05
2. "Confused" – 4:16
3. "Child" (Instrumental Version) – 3:48

Kaseta magnetofonowa (Wielka Brytania)
1. "Child" – 5:05
2. "Confused" – 4:16

CD (Europa)
1. "Child" (Radio Version) – 3:48
2. "Child" (Full Version) – 5:05
3. "Confused" – 4:16
4. "Home" – 5:04

## Listy przebojów
| Lista przebojów (1996) | Pozycja |
| ---------------------- | ------- |
| Australia              | 24      |
| Austria                | 10      |
| Belgia (Flandria)      | 7       |
| Belgia (Walonia)       | 9       |
| Dania                  | 9       |
| Europa (Hot 100)       | 9       |
| Finlandia              | 11      |
| Holandia               | 28      |
| Hiszpania              | 1       |
| Irlandia               | 10      |
| Niemcy                 | 20      |
| Szwajcaria             | 5       |
| Szwecja                | 30      |
| Wielka Brytania        | 3       |
| Włochy                 | 13      |